# Бовикін Анатолій Самойлович
Анатолій Самойлович (Толя) Бовикін (рос. Анатолий Самойлович (Толя) Бовыкин) (8 липня 1943 — 18 серпня 1958) — радянський школяр. Зіграв головну роль у фільмі «Максимко» 1952 року.

## Біографія
Народився в Архангельську. Мати, Олександра Петрівна Бовикіна (пом. 2003), була працівницею архангельського порту. Батько — американський матрос одного із суден арктичного конвою, які в рамках програми ленд-ліза доставляли в СРСР стратегічний вантаж. Подальша доля батька невідома, імовірно загинув у складі знищеного німецькою авіацією конвоя.
У 1952 році екзотичну зовнішність 9-річного Толі помітив режисер Володимир Браун. Хлопець отримав запрошення в Одесу на зйомки фільму «Максимко». Роль у фільмі стала єдиною роботою хлопця в кінематографі. Після зйомок Толя з матір'ю, на запрошення директора картини, переїхав у Київ, де почав ходити у місцеву школу. Був особисто знайомий з Сергієм Параджановим. Згодом вони з матір'ю повернулись в Архангельськ до старшого брата Толі.
Подальша доля хлопця довгий час залишалась невідомою. Він помер 18 серпня 1958 року від запалення легень (за іншою версією від травми голови, коли випав з вантажівки). Похований в Архангельську на цвинтарі «Фельшинки».

## Пам'ять
У радянські часи в УРСР випускались шоколадні цукерки «Максимко» з зображенням Толі Бовикіна на обгортці. В Туапсе в одному з дитячих парків персонажу Максимці встановлено пам'ятник.
Влітку 2018 року за ініціативою архангельців і місцевого депутата, на могилі Бовикіна було встановлено новий пам'ятник.